# Personnages de Un, dos, tres
 (mai 2023).
- Si vous ne connaissez pas le sujet, laissez ce bandeau (vous pouvez alors contacter les auteurs).
- Si vous supprimez le contenu mis en cause (vous pouvez préalablement contacter les auteurs),

argumentez précisément cette suppression dans la page de discussion
(un manque de référence n'est pas un argument ; une recherche réelle de référence doit avoir été effectuée, être formellement documentée).
Cet article présente les personnages de la série télévisée espagnole Un, dos, tres (Un paso adelante), diffusée en Espagne entre 2002 et 2005 et en France depuis 2004.

## Les élèves

### Roberto Arenales, interprété parMiguel Ángel Muñoz

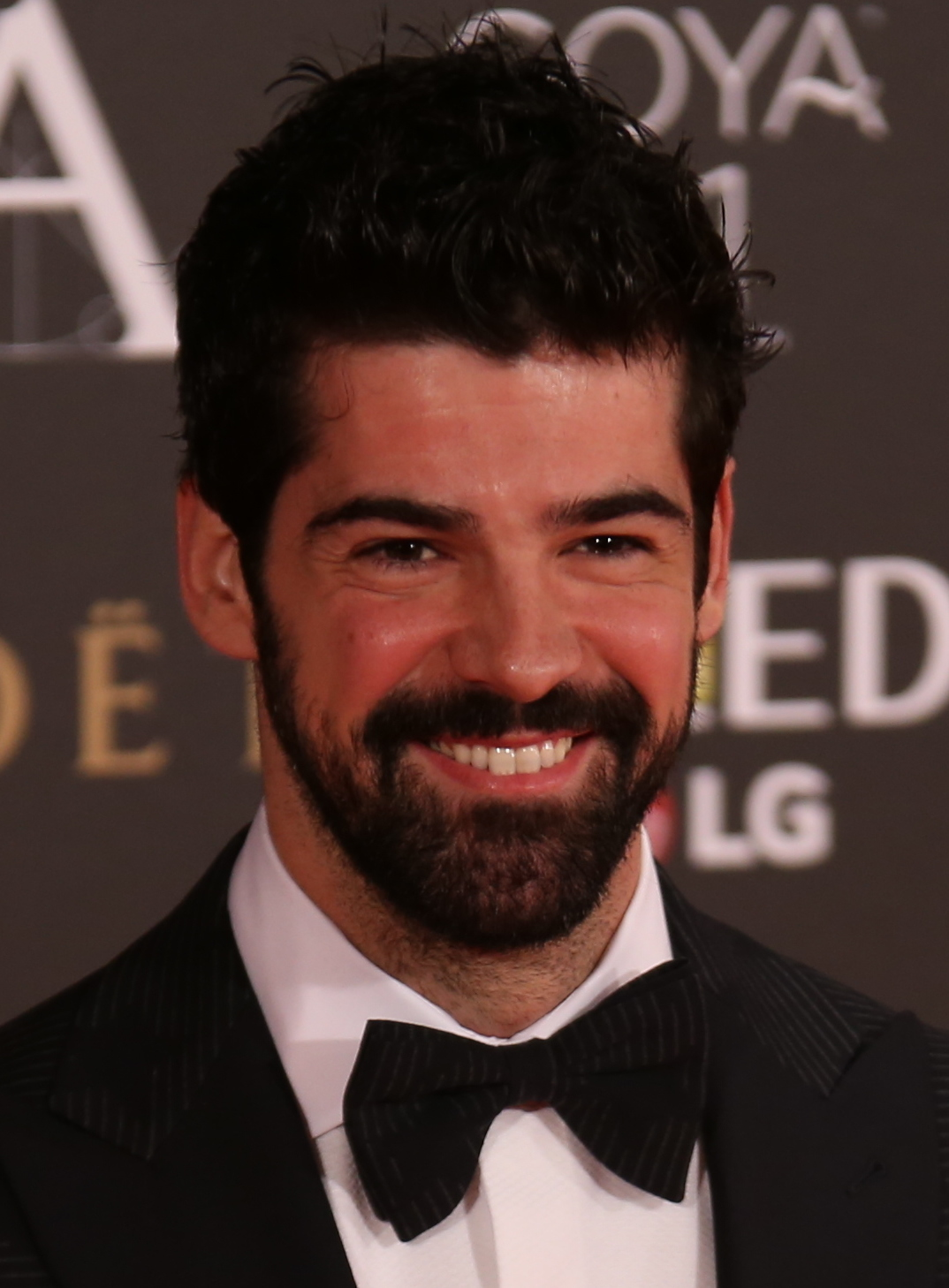
Miguel Ángel Muñoz

Saison 1 : Roberto est un élève vaniteux et impitoyable envers les autres. Il est issu d'un milieu aisé (son père est un homme d’affaires et son frère est avocat). Il paraît brusque et misogyne, mais il souffre en réalité d'un terrible manque de confiance en lui à cause des rapports tendus qu'il entretient avec son père. Car si Roberto rêve de devenir un grand acteur, sa famille ne le soutient pas.
Dès le départ, il entretient une rivalité avec Pedro Salvador, un élève doué de sa promo, issu d'un milieu très modeste et qui sait ce que c'est que de galérer. Ils deviennent colocataires à l'internat et ne cessent de se provoquer. Très séducteur, Roberto enchaîne les plans d'un soir et entretient même une ambigüité avec Ingrid Muñoz, une élève rebelle de sa promo.
Très tôt dans la saison, il apprend qu'il est le papa d'un petit garçon âgé de trois ans, Sergio ; la maman est son amour de jeunesse Bea, qui lui a caché l'existence de Sergio car Roberto voulait qu'elle avorte lorsqu'il a découvert qu'elle était enceinte. Touché par cette soudaine paternité, Roberto insiste auprès de Bea pour rencontrer Sergio, mais celle-ci refuse dans un premier temps. En parallèle, Roberto cherche à tout prix à séduire la belle Silvia Jauregui, nièce de la célèbre Alicia Jauregui et élève de sa promo. Or, tout au long de la saison, Silvia ne cesse de remettre Roberto à sa place et semble éprouver des sentiments pour son ennemi juré : Pedro, qui est également amoureux d'elle.
En cours d'année, il dévoile de manière anonyme le secret de sa professeure de danse classique Adela : elle était strip-teaseuse avant de travailler à l'école. À cause de son acte, Adela se fait renvoyer de l'école par Alicia Jauregui, associée du conseil général de l'école. Pris de remords, Roberto se dénonce et se mobilise avec les élèves pour permettre à Adela de rester ; leur plan fonctionne.
Contre toute attente, Bea finit par emmener Sergio à l'école de danse afin que Roberto puisse enfin rencontrer son fils. La jeune femme confie à Roberto que les relations avec ses parents sont très tendues et qu’elle doit trouver un appartement et un travail. Roberto accepte de s’occuper de Sergio pendant son absence. Ni Antonio, ni Carmen, ni Gaspar ne sont au courant. Les élèves aident Roberto à s’occuper de Sergio, notamment Silvia, ce qui provoque la jalousie de Pedro. Au moment de ramener Sergio chez ses grands-parents, Roberto, qui s’est attaché au petit garçon, ne peut se résoudre à le laisser et le ramène à l’école. C’est la police qui finira par venir chercher l’enfant. Carmen sermonne Roberto, mais ne le sanctionne pas.
Au moment des examens de fin d’année, Pedro rentre d’urgence à Lastre, dans les Asturies, son village natal, car son père a disparu en mer. Silvia le conduit à Lastre. Lorsque le père de Pedro est retrouvé sain et sauf, le jeune homme avoue son amour à Silvia, qui l’embrasse. Une relation se noue entre eux et ils décident de partir en vacances ensemble. Hélas, une fois rentrée à Madrid, Silvia se laisse séduire par Roberto et fait l’amour avec lui. Roberto l’avoue à Pedro durant l’examen d’art dramatique, ce qui provoque une violente bagarre entre les deux rivaux. Finalement, Silvia décide de partir tout de même en vacances avec Pedro. Roberto est très affecté et semble avoir de vrais sentiments amoureux pour la jeune femme.

Saison 2 : Roberto est admis en 2e année dans l’école de Carmen Arranz. On apprend qu’il est parti en vacances avec Silvia, après que Pedro ait finalement décidé de ne pas partir avec elle. En cours de chant, Roberto apprend à Pedro que Silvia et lui sortent ensemble depuis 6 semaines. Quelques mois plus tard, Silvia tombe enceinte. Roberto ne l’apprend que lorsque Silvia fait une fausse couche, durant un concours de danse. Elle le quitte. Roberto vit très mal cette rupture, il se met en colère plusieurs fois et tente, en vain, de convaincre Silvia qu’ils peuvent tout reprendre à zéro. Durant cette saison, Roberto décroche un poste à la radio grâce à son intervention dans un concours de DJ auquel Silvia participait. Il perd ce poste quelque temps plus tard à cause de Jero qui a diffusé une chanson du groupe UPA Dance dans le dos de Roberto, sans l’autorisation de la direction de la station de radio. Roberto fait partie du groupe UPA Dance composé de lui-même, Lola, Pedro, Silvia, Jero et Ingrid. Alors que la comédie musicale La Fièvre du samedi soir se prépare, Roberto veut passer l’audition pour reconquérir Silvia car elle tient le rôle principal. Il demande de l’aide à Pedro, celui-ci accepte. Après une lutte acharnée entre les deux jeunes hommes, Roberto décroche finalement le rôle principal. Victor, le père de Roberto, veut que ce dernier vienne travailler avec lui dans son entreprise, ce que Roberto refuse catégoriquement, même s’il accepte au début de l’accompagner à des rendez-vous professionnels. Lors d’un examen imposé par Cristobal, Roberto se rebelle contre Victor. Ce dernier vient ensuite à l’école pour annoncer à son fils qu'il accepte de le laisser continuer sa scolarité à l'école de danse. Mais, en réalité, il n’en est rien : le jour du spectacle de Noël, Victor annonce à Roberto qu’il travaillera dans son entreprise à partir du 2 janvier. Devant le refus de Roberto, Victor lui coupe les vivres. Roberto part donc travailler à Lastre avec Pedro durant les vacances de Noël.
Saison 3 : Roberto a passé les vacances de Noël chez la famille de Pedro à Lastre, il n’a pas pu voir son fils Sergio. Lors d’un spectacle de clown que Roberto donnait avec Silvia dans le cadre d’un travail pour le cours d’art dramatique, Roberto rencontre Sergio dans le public, mais en voyant un monsieur qui s’approche et emmène Sergio, il se précipite sur le monsieur, croyant que c’était un kidnappeur. Une bagarre s’ensuit entre Roberto et le monsieur et ce, devant les enfants et la caméra d’un parent qui filmait la scène. L'homme s’avère être le fiancé de Bea. La mère de Roberto lui rend visite à la laverie de l’école pour lui donner de l’argent, elle l’informe aussi du fait que Bea va se marier et qu’ils vont s’installer à New York. Il ne pourra donc plus voir Sergio. Mais Roberto fait tout pour l’en empêcher, il se rend donc au mariage de Bea et provoque un scandale et il discute avec elle. Malgré tout Roberto parvient à dire au revoir à Sergio avant son départ pour New York. Roberto est toujours amoureux de Silvia, et il la soutient lorsqu’elle est arrêtée par la police à cause d’Alvaro. Roberto a obtenu un rôle dans une série avec Pedro, mais il en a été exclu après avoir eu une aventure avec une actrice de la série qui avait 14 ans et dont la mère avait porté plainte contre lui pour viol. Néanmoins, il est innocenté grâce à Pedro qui a fait avouer à la jeune femme que Roberto ne l’a jamais violée et que c’est sa mère qui l’a forcée à porter plainte pour éviter le scandale. En effet, Pedro a eu la présence d’esprit de filmer l’entretien avec la jeune fille avec une des caméras du studio. Après cette malencontreuse aventure, Roberto fait l’amour avec Ingrid dans la douche. Elle est désespérée par le fiasco de sa relation avec Juan. Roberto part en tournée avec le groupe à la fin de la saison 3. Il est toujours très amoureux de Silvia, et essaie à maintes reprises de la reconquérir, mais en vain. 
Saison 4 : La rencontre entre Roberto et Horacio, le nouveau professeur d’art dramatique, est explosive, car ce dernier lui demande de se mettre dans la peau d’une femme pendant 48 heures et en cas d’échec ou de refus, il s’expose à une exclusion du cours. Mais ce défi va détériorer encore plus les relations entre Roberto et son père, car lors d’un rendez-vous d’affaire où son père l’a convoqué, il se présente déguisé en femme. Son père est alors humilié devant les actionnaires et, en colère, gifle Roberto. Durant la saison 4, il verra pour la dernière fois son fils, Sergio, et il en aura la garde pendant quelques jours. Il est désespéré en voyant son fils partir avec Bea pour Hong Kong, de surcroît avec un homme qui n’est pas le père de Sergio. Par la suite, Roberto ayant un agent, il obtient un contrat et enregistre un single, puis il s’allie avec Pedro pour récolter de l’argent pour sauver l’école.
Il se rapproche également de Marta, la petite sœur d'Adéla, qui deviendra une véritable amie. Cependant, cette dernière tombe rapidement amoureuse de lui, et tente à plusieurs reprises de le séduire, quitte à tout faire pour éloigner sa rivale Véronica. Roberto fait tout, de son côté, pour mettre des distances avec Marta car il la voit seulement comme une petite sœur, mais reconnaît être attiré par elle malgré tout. 
Saison 5 : Roberto doit préparer une scène de théâtre avec Marta et Véronica. En froid avec celui-ci, Marta n’est pas du tout d’accord avec ça et décide de n’en faire qu’à sa tête. Roberto voit Marta sur un site pornographique et va la chercher pour la sauver, puis ils se réconcilient. Par la suite, Roberto sort un single, et a un agent. Il couche avec elle plusieurs fois, puis apprend que c’est la mère de Jero. Il a également une audition avec le réalisateur Alfredo Rodriguez pour un film, mais c’est Pedro que le réalisateur veut voir. Pour faire rater le rendez-vous de Pedro avec le réalisateur, il lui met du laxatif dans son café, mais Pedro arrive quand même au rendez-vous grâce à Marta. Pour se venger, Roberto va faire publier un faire-part dans un journal annonçant le décès de Pedro. La mère de Pedro tombe sur ce faire-part dans le journal et, sous le choc, fait un infarctus, ce qui va provoquer la colère de Pedro. Roberto et Pedro sont engagés tous les deux pour un film. Ils doivent jouer un couple d’homosexuels, mais ils sont renvoyés car ils n’arrivent pas à s’embrasser. Par la suite, il couche avec l'agent de Pedro.
 Son amitié avec Marta se renforce, mais devient très rapidement ambiguë, car Marta est toujours autant amoureuse de lui et, de son côté, Roberto est jaloux de Ufo, un jeune étudiant qui est très proche de Marta. Par ailleurs, lorsque Roberto manque de se faire virer de l'école car son père refuse de payer son dernier semestre, Marta le fait à sa place. Touché, Roberto accepte de poser nu, afin de la rembourser.
Roberto et les 3e années apprennent qu’ils vont devoir passer un an de plus au sein de l’école. Ils se mettent tous en grève. Roberto et Marta vont enfermer Mariano dans une pièce en signe de protestation. Bien qu'au départ, Roberto refuse catégoriquement de faire une 4e année contrairement à ses camarades, il finit par accepter après avoir échangé un baiser avec Marta. Ils se mettent alors officiellement en couple, mais partent en vacances séparément.
Saison 6 : Roberto est en couple avec Marta. Depuis le départ de Pedro, il partage sa chambre avec César, un nouvel élève en 1re année. Avec César et Marta, ils reforment UPA Dance. Peu de temps après, il soupçonne Marta d'être enceinte, mais est soulagé lorsqu'il découvre que ce n'est pas le cas. Cependant, sa petite-amie souffre d'une maladie cardiaque très grave, mais décide de le cacher à Roberto. Après une tentative de suicide sous les yeux de Roberto, Marta décide de rompre en lui faisant croire qu'elle ne l'aime plus, et qu'elle l'a trompé à plusieurs reprises. Déprimé par sa rupture avec Marta, Roberto annonce à Carmen qu'il quitte l'école, mais celle-ci refuse. Il se montre alors impitoyable avec Marta et fait tout pour la virer du groupe UPA Dance. Jaloux du succès international de Pedro, il décide de l'humilier à la télévision en balançant que Lola l'a trompé avec son colocataire, Nacho. Un peu plus tard, il découvre la vérité sur la maladie grave de Marta, et lui promet d'être toujours là pour elle. Avant son opération, il lui écrit une chanson Te Extraño, qui deviendra par la suite le single du groupe. Durant l'absence de sa fiancée, Roberto et César engagent Tania, la nouvelle femme de ménage de l'école et nièce de Paula, comme chanteuse dans le groupe, mais décident de lui cacher que sa présence dans le groupe n'est que temporaire. Au retour de Marta, Roberto et César se retrouvent confrontés à leurs mensonges - provoquant la colère de Marta et Tania. Bien que les deux jeunes femmes ne s'entendent pas du tout, le groupe n'a pas d'autres choix que de garder Tania, car leur maison de disques a une préférence pour celle-ci. À la fin de la saison, UPA Dance marche très bien ; ils font des concerts et vendent des disques.
Dans Un, dos, tres : nouvelle génération, il revient pour aider Silvia et Lola à sauver l'école Carmen. Il retrouvera son fils Sergio qu'il n'a pas revu depuis 12 ans et qui intégrera l'école. Après ça, il repart pour monter sa propre affaire de danse.

### Dolores «Lola» Fernández, interprétée parBeatriz Luengo

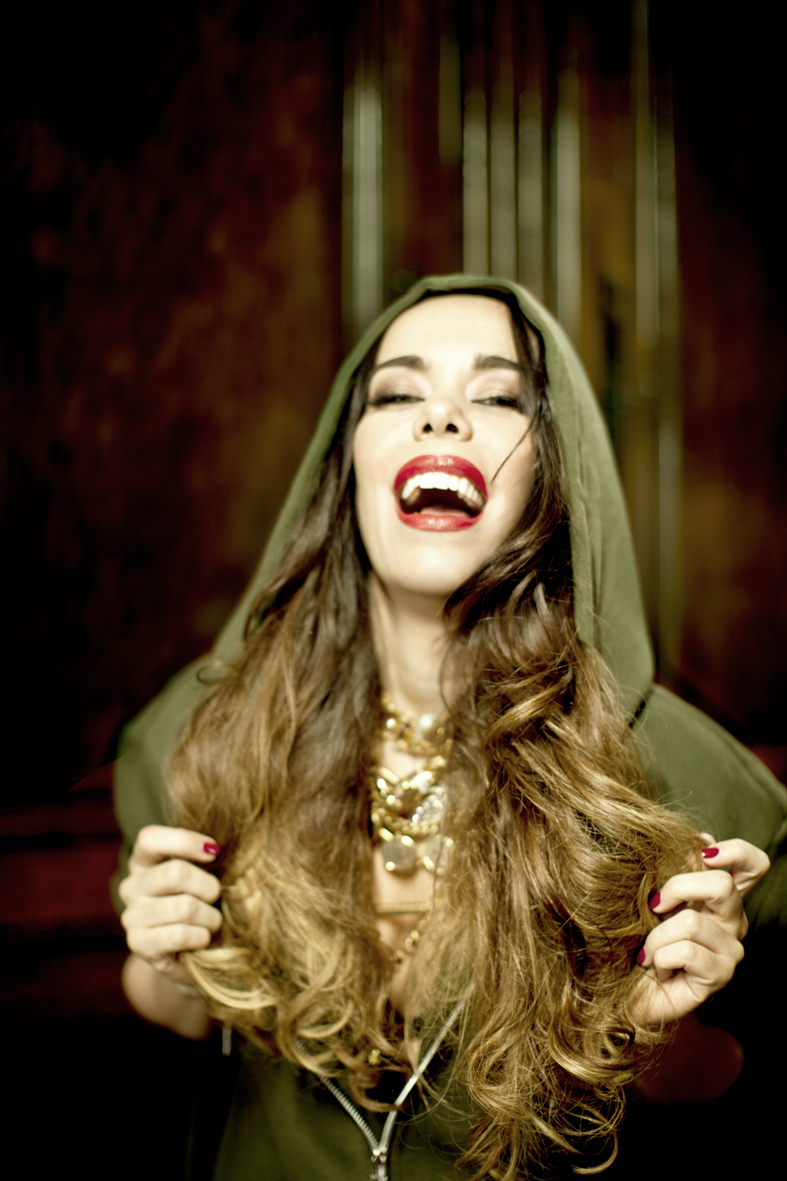
Beatriz Luengo

Lola Fernández est une jeune fille très timide et peu sûre d’elle par rapport à ses autres camarades. C’est une excellente chanteuse et danseuse. Elle vit seule avec son père Román et son petit frère Jorge qu’elle essaie d’aider au maximum, sa mère étant morte quand elle n’avait que 12 ans.
Saison 1 : Lola n’est jamais sortie avec un garçon. À son arrivée à l’école des Arts de la scène, Lola tombe rapidement amoureuse de Pedro Salvador, mais celui-ci la considère comme une simple amie et n’a d’yeux que pour la belle Silvia Jauregui. Cela poussera Lola à être en éternelle compétition avec cette dernière. Lola devient rapidement amie avec Ingrid Munoz, qui elle, au contraire, est très extravertie.
Saison 2 : Lola revient toujours aussi amoureuse de Pedro, mais se lie d’amitié avec Silvia. Lola tombe amoureuse de Jero, un nouvel élève dans l'école. Au spectacle de fin d’année, Pedro annonce à Lola ses véritables sentiments, mais Lola n’en croit pas un mot, croyant que Pedro lui avoue ses sentiments maintenant seulement parce qu’elle est avec Jero. Lola découvre que Jero a en réalité une fiancée, ce qui la rend furieuse. Elle devient la chanteuse du groupe UPA Dance qui est également formé de Roberto, Ingrid, Silvia, Pedro et Jero.
Saison 3 : Lola n’a toujours pas pardonné à Jero. Pedro pense pouvoir avoir sa chance pour reconquérir Lola, mais Jero et Lola se réconcilient. Lola est obligée de trouver du travail en plus de l’école, car son père a perdu son travail et il est endetté. Elle trouve un travail de plonge dans un restaurant où elle fait la connaissance de Pavel Rodriguez, un cubain immigré qui lui fait de très nombreuses avances même en sachant que Lola est en couple. Pavel propose à Lola d’héberger son père et son petit frère. Jero ne voit pas d’un bon œil le rapprochement entre Lola et Pavel. Les choses se compliquent encore plus quand Pavel décide de s’inscrire à l’école. Il fait des avances à Lola, et Lola finit par tromper Jero avec Pavel, mais elle ne peut pas le cacher à Jero et le couple finit par se séparer.
Saison 4 : Le père de Lola se marie avec Paula, une ancienne prostituée. Lola a beaucoup de mal à accepter leur relation et à apprécier Paula. Elle fait tout pour convaincre son père qu’elle n’est pas une femme pour lui. De plus, Lola est prête à tout pour que Jero lui pardonne. Un soir, elle se rend dans sa chambre et le surprend au lit nu avec Erika. Jero revient avec Lola, mais il est tombé sous le charme d’Erika et finit par la choisir. Lola peut compter sur le soutien de Pedro et ils se rapprochent. Finalement, c’est une belle histoire d’amour entre eux qui durera jusqu’à la fin de la saison 6. Pendant cette même saison, Nacho, son colocataire, voudra sortir avec elle, ce qui provoquera des disputes au sein du couple Pedro/Lola.
Saison 5 : Lola apprend le cancer de son père et a le soutien de Pedro dans cette épreuve. À la fin de la saison, Lola est sur le point de partir avec Pedro à Los Angeles aux États-Unis lorsqu’on lui propose un rôle dans une comédie musicale, son rêve.
Saison 6 : Lola emménage avec Ingrid et Silvia dans un appartement, suivi par leur nouveau colocataire, Nacho. Non seulement elle perd son rôle dans la comédie musicale, car elle ne s’entendait pas avec Nacho, mais en plus elle vit mal le départ de Pedro et les rumeurs circulant à son propos. En voyant Pedro embrasser une autre fille à la télévision, Lola qualifie Pedro de plouc, puis finit par se consoler dans les bras de Nacho, ce qu’elle regrettera par la suite. Lors d’une émission dont il est l’invité, Pedro envisage d’épouser Lola, mais il apprend de la part de Roberto que Lola et Nacho ont couché ensemble. Lorsque Pedro l’apprend, il repart tout de suite à Los Angeles, mais finit par lui pardonner quand il apprend que Nacho, pour pouvoir sortir avec Lola, avait caché le télégramme dans le piano de la salle de musique. Dans ce télégramme, Pedro expliquait à Lola que ce baiser était en réalité un coup de pub et qu’il venait bientôt à Madrid. Pedro revient quelque temps après à Madrid pour la promotion de son film, il propose à Lola de partir à Hollywood avec lui, mais il lui explique que la presse ne doit pas savoir qu’il a une fiancée pour ne pas nuire à sa carrière, ce qui n’enchante pas Lola. Sylvia et Ingrid font courir la rumeur que Pedro a une fiancée prénommée Lola. Cependant, lors d’une interview, Pedro fait un démenti et explique à la presse qu’il n’a pas de fiancée et que Lola était juste une amie qu’il a connue à l’école, ce qui attriste Lola, et par la même occasion entraîne la séparation du couple après une discussion dans la chambre d’hôtel de Pedro. Nacho finit par embrasser Lola dans le dernier épisode de la saison 6.
Dans Un, dos, tres : nouvelle génération, elle revient pour aider Silvia et Roberto à sauver leur école. Elle sera chargée des chorégraphies. Après cela, elle partira pour créer son affaire de chorégraphie et de danse tout en conservant la garde de ses deux filles.

### Silvia Jáuregui, interprétée parMónica Cruz

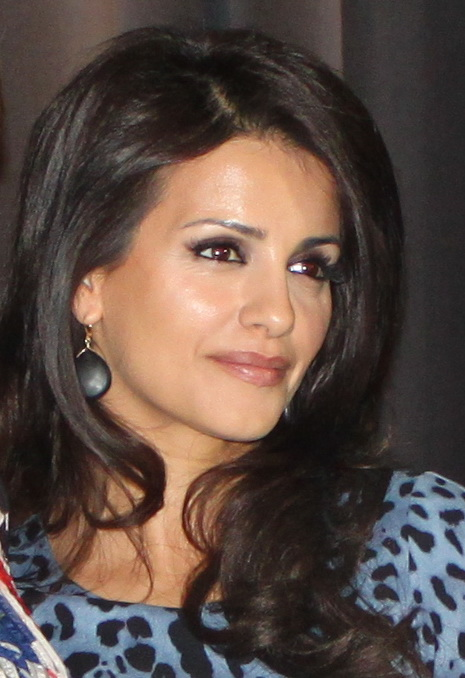
Monica Cruz

Saison 1 : Silvia quitte son école de New York pour passer les auditions afin d'entrer dans l’école des Arts de la Scène de Carmen Arranz. Silvia s’avère être une des meilleures élèves de première année en danse, si ce n’est la meilleure. Mais Silvia porte un nom, qui selon elle constitue un frein à sa future carrière : Jaureguí. En effet, sa tante Alicia, omniprésente, est une véritable star de la danse classique et en plus, elle est présidente d’honneur du Conseil qui gère l’école. Silvia est l’objet d’une rivalité entre Pedro et Roberto, qui cherchent tous les deux à s’attirer ses faveurs. Après avoir longtemps hésité, elle choisit Pedro qui se voit très rapidement coiffé au poteau par Roberto, avec qui Silvia a couché pendant que celui-ci était en Asturies. Sylvia n’attire pas vraiment la sympathie : elle paraît froide et narcissique, ce qui lui pose quelques problèmes pour les cours d’art dramatique notamment. Fille d’un multimillionnaire et nièce d’une grande danseuse étoile, les élèves la considèrent comme une pistonnée. C’est une fille qui a une absence familiale (elle ne voit son père qu’une fois tous les six mois), et c’est un problème qu’elle évoquera souvent.
Saison 2 : Silvia est en couple avec Roberto. Malheureusement le caractère un peu trop impulsif du jeune homme finit par créer des problèmes entre eux. En effet, Roberto a du mal à dévoiler ses sentiments et se montre souvent maladroit avec Silvia. Durant un concours de DJ où Silvia était en difficulté, Roberto intervient sur scène pour aider Silvia, ce qui la met mal à l’aise. De plus, le fait que cette intervention ait permis à Roberto de décrocher un poste à la radio la met en colère. Par la suite, Silvia tombe enceinte et décide de ne rien dire à Roberto. Seule son amie Lola est au courant, et elle finit par faire une fausse couche durant un concours de danse. Elle ne veut ensuite plus rester avec Roberto et rompt avec lui, malgré les tentatives de Roberto de la reconquérir. Silvia ne change pas d’avis et la page est tournée.
Saison 3 : Les cours reprennent et Silvia renoue avec son premier amour, Alvaro, qui l’avait quitté sans explication. Ils finissent par se remettre ensemble au grand désespoir de Roberto qui aime toujours Silvia, mais cette dernière lui dit clairement que cet amour n’est plus réciproque. Le bonheur de Silvia est de courte durée car, en empruntant la voiture d’Alvaro, un pneu crève et la police découvre de la cocaïne dans son coffre. Silvia est arrêtée et Alvaro disparaît, seul Roberto lui rend visite durant sa garde à vue. Finalement, Alvaro est arrêté alors qu’il tentait de s’enfuir avec Silvia. Cette dernière essaiera plus tard de le faire sortir de prison. Alvaro y a subi des passages à tabac, mais il ne sortira pas avant que l’affaire soit jugée. À la fin de l’année, Silvia part en tournée avec le groupe UPA Dance et apprend par la même occasion qu’Alvaro s’est évadé de prison. Lors de la saison 3, Silvia s'interrogera sur sa sexualité après avoir été embrassée par Sonia.
Saison 4 : Les cours reprennent et Silvia fait la connaissance de Pavel, un danseur cubain qui a déjà eu une aventure avec Lola. Silvia accepte de l’aider en danse classique, le jeune homme étant loin d’avoir le niveau requis pour étudier au sein de l’école. Ils finissent par tomber amoureux, mais la tante et le père de Silvia font tout pour les séparer voyant cette relation d’un mauvais œil. Malgré plusieurs ruptures, Pavel et Silvia se remettent ensemble. Mais ils se sépareront lorsque Silvia apprendra que Pavel a une femme et un enfant.
Saison 5 : Mariano arrive à l’école de Carmen Arranz en tant que directeur des études. Il occupait autrefois la fonction de directeur de l’école des arts de la scène de Barcelone. Dès son arrivée, il décide de mettre de l’ordre dans l’école et renvoie les élèves ayant trop d’absences, dont Pavel. Silvia décide de se battre pour lui, mais finit par manquer elle aussi les cours, entraînant par la même occasion Roberto, ce qui va conduire à leur expulsion. Ils se voient obligés de passer des examens pour être réintégrés. Pavel refuse de les passer et préfère quitter l’école. Leur relation est définitivement terminée. Silvia a une courte relation avec le cousin de Lola, Jonathan.
Saison 6 : Durant les vacances Silvia croise Horacio, l’ex-fiancé de sa tante Alicia, cette dernière l’ayant abandonné devant l’autel le jour du mariage. Silvia et Horacio tombent amoureux, ce qui provoque la colère d’Alicia qui décide de ne plus s’occuper de la carrière de sa nièce. Alicia fait tout pour leur rendre la vie infernale afin de prouver qu'Horacio sort avec Sylvia par vengeance. Cela marche très bien jusqu’au jour où le père de Silvia meurt dans un accident d’avion et lègue toute sa fortune et ses biens à sa fille. Silvia refuse d’en faire profiter sa tante Alicia et décide d’annuler le versement de la somme de 6 000 euros mensuels que son père lui versait chaque mois et expulse Alicia de l’appartement de son père, qu’elle occupait. Mais Silvia comprend aussi qu’Horacio est très intéressé par son argent lorsqu’elle apprend qu’il a mis en gage la montre qu’elle lui a offerte et qui appartenait à son père. Elle rompt alors avec lui et décide de donner une partie de sa fortune à l’école.
Dans Un, dos, tres : nouvelle génération, Silvia devenue directrice de l'école Carmen est en couple avec une femme, Sira et projette d'avoir un enfant avec elle.

### Ingrid Muñoz, interprétée parSilvia Marty
Saison 1 : Ingrid partage sa chambre avec Lola. Contrairement à Lola, c’est une fille extravertie, libre et sans complexe. Elle a de nombreuses liaisons, notamment avec Juan, Roberto, et Cristobal, son professeur d’arts dramatiques. Diana est jalouse de la liaison qu'Ingrid entretient avec Juan, Diana étant l'ex de ce dernier. Diana recale alors sans raison Ingrid lors des examens de fin d’année. Ingrid dépose une réclamation qui sera finalement acceptée.
Saison 2 : Ingrid se lie d’amitié avec Silvia. Sa liaison avec Juan connaît plusieurs problèmes, mais ils restent ensemble durant la 2e, 3e et le début de la 4e saison. Juan la demande même en mariage, mais ils finissent par annuler. Ingrid rencontre Rafael Amargo qui est de passage à l’école. Diana s’est arrangée pour que Rafael Amargo propose une tournée à Caracas. Ingrid accepte, mais se ravise dans l’avion en se rendant compte que ses amis et Juan allaient lui manquer, ce qui provoque la colère de Diana, car Ingrid l’avait presque insultée lors d’une épreuve d’évaluation, ne supportant pas de voir Juan et Diana se rapprocher. Ingrid décide de faire une pause avec Juan durant les fêtes de Noël lorsqu’elle apprend, en écoutant le répondeur du portable de Juan, que ce dernier l’a trompée avec Diana.
Saison 3 : Ingrid a toujours du mal à accepter que Juan l’ait trompée avec Diana, mais elle finit par se remettre avec lui. Diana tombe enceinte de Juan, et demande à Juan d’être le "père". Juan apprend à nager à Ingrid : depuis son enfance, Ingrid a en effet peur de l'eau. Ingrid a une liaison avec Roberto.
Saison 4 : Ingrid revient de la tournée, Juan apprend qu’Ingrid a eu des liaisons avec plusieurs garçons, y compris Junior durant la tournée. Fou de colère d’apprendre qu’il a été trompé, Juan se dispute avec Ingrid. Par la suite, la relation entre Juan et Ingrid va s’avérer difficile notamment lorsqu’elle apprend, par la presse, le triomphe de la danseuse de la troupe de Rafael Amargo qui a remplacé Ingrid car c’est elle qui aurait dû être à la place de cette danseuse. Ingrid décide de rompre définitivement avec Juan.

### Pedro Salvador, interprété parPablo Puyol

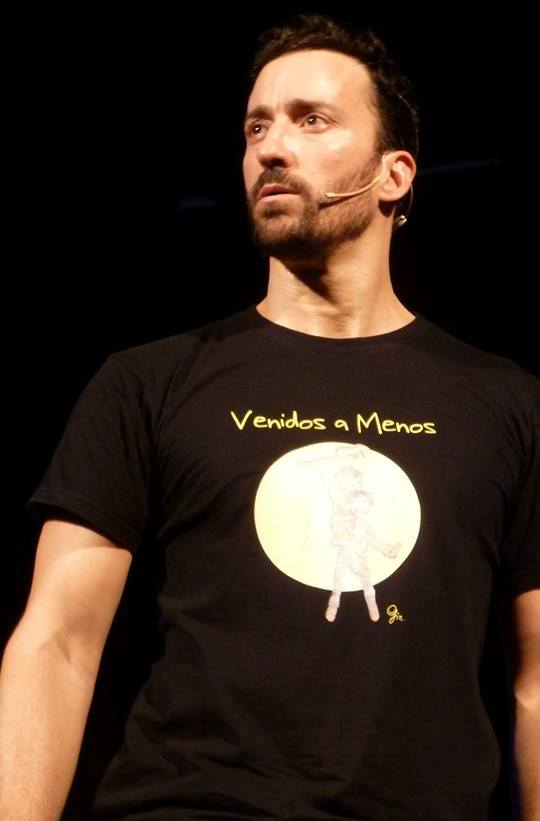
Pablo Puyol

Pedro vient d’une famille modeste vivant dans un petit village de pêcheurs. Pedro décide de partir pour Madrid afin d’entrer dans l’école de Carmen Arranz, sans l’accord de son père qui voudrait qu’il devienne avocat. Par la suite, il finira par accepter la carrière de son fils. Pedro fait tout pour rester dans l’école. Pour payer ses études, il fait même beaucoup de petits boulots, parfois très désagréables. Au début de la série, il est fou amoureux de la belle Silvia qui va, elle, préférer Roberto... Ensuite, il sort avec Marta, la sœur d’Adela, avant de tomber amoureux de son professeur Adela, puis finalement de Lola, celle qui est folle de lui depuis le début. Malheureusement, lorsqu’il se rend compte de ses sentiments, elle est avec Jero.
Saison 1 : Pedro vient des Asturies. C’est le fils d’un modeste pêcheur. Il accumule les ennuis. Tout d’abord, ils sont d’ordre financier. Il sympathise avec Antonio, le concierge de l’école, puis est embauché en tant qu’agent d’entretien et de cantine. Pour payer son trimestre, il en arrive même à voler 2 000 euros dans le sac de Carmen (cette somme était destinée à l’achat d’un piano), mais il n’est finalement pas démasqué malgré les soupçons. Cependant, il va redonner les 2 000 euros à Antonio en lui faisant croire qu’il les a retrouvés en balayant alors qu’en fait c’est l’argent de son père, qui le lui donne à la fin de la saison lors de leur réconciliation. Ses soucis sont aussi d’ordre relationnel : il entretient une cohabitation difficile avec Roberto, et les deux jeunes hommes vont très vite être confrontés à leur attirance commune pour la belle Silvia. De plus, le père de Pedro décide de lui couper les vivres quand il se rend compte que Pedro a intégré une école de danse au lieu de s’inscrire à la fac de droit de Madrid. Plus les sentiments de Pedro grandissent pour Silvia, plus leur relation devient compliquée. Pedro flanche quand il se rend compte que Silvia est bien plus riche que lui. Son complexe d’infériorité se transforme en colère quand celle-ci est élue pour recevoir la bourse Alicia Jaureguí (sa tante...), qui récompense le ou la meilleur(e) élève dans l’ensemble des matières. Quand le bateau et l’équipage du père de Pedro disparaissent en mer la veille des examens de fin d’année, Pedro s’attire la sympathie de l’ensemble de ses camarades. Silvia va même l’accompagner en voiture jusqu’en Asturies. Là-bas, il lui déclare son amour, et se réconcilie aussi avec son père, qui a été finalement sauvé avec l’équipage du bateau. Lors de son retour à Madrid, il découvre que Silvia a couché avec Roberto. L’examen de théâtre de fin d’année, qui a lieu en pleine rue, se transforme en triangle amoureux puis en bagarre violente qui blesse les deux garçons (Carmen n’est jamais mise au courant). Finalement, Silvia et Pedro décident de partir ensemble en vacances, comme ils l'avaient prévu. Au moment de partir, Pedro, qui n’arrive pas à oublier l'aventure qu’ont eu Silvia et son rival Roberto, repousse Silvia et cette dernière se consolera dans les bras de Roberto.
Saison 2 : Pedro est bien décidé à reconquérir Silvia, mais il apprend que Silvia est partie en vacances avec Roberto. Pedro a une liaison avec Marta, mais cette dernière rompt avec lui lorsqu'elle se rend compte que Silvia est toujours présente dans la tête de Pedro. Pedro commence à avoir des sentiments pour Lola, mais Lola est en couple avec Jero.
Saison 3 : Pedro a une aventure avec Adela qui connaît des difficultés de couple avec Cristobal. Après la rupture avec Cristobal, Pedro embrasse Adela devant tout le monde, ce qui rend folle de colère et de tristesse Marta, qui était amoureuse de lui. Par la suite, Cristobal et Pedro se provoquent jusqu’au jour où, lors d’un exercice en cours d’art dramatique, Pedro qualifie Cristobal de cocu, ce qui va le mettre dans une colère noire. Cristobal saute sur Pedro en plein cours pour lui casser la figure, mais les élèves interviennent in extremis pour les séparer. Après cet incident, les provocations se multiplient et Cristobal et Pedro en viennent aux mains dans le théâtre. Adela, avertie par Antonio, intervient alors pour stopper la bagarre. Par la suite, Pedro essaie de reconquérir Adela, mais il échoue. Une grande danseuse espagnole vient choisir un élève parmi toute la troupe afin de lui permettre d’assister à ses « Masterclass » à Milan. Pedro est sélectionné pour y assister, mais il n’arrive pas à obtenir l’argent. Il réussit quand même à obtenir une partie de l’argent en passant la nuit avec une jolie trentenaire amie de JJ, qui lui laisse une enveloppe avec des billets. Cet épisode amuse ses camarades, mais Pedro se sent gêné d’être considéré comme un gigolo et laisse Roberto partir à Milan à sa place pour assister à la "Masterclass". Pedro est choisi par Cristobal pour tourner dans une série, mais il est renvoyé de la série pour avoir utilisé la caméra sans autorisation en voulant aider Roberto, accusé de détournement de mineur. Pedro avait enregistré les aveux de la jeune fille qui reconnaissait que les accusations étaient fausses. Par la suite le feuilleton s’arrête faute d’audience, et Pedro part en tournée avec le groupe à la fin de la saison 3.
Saison 4 : Au retour de la tournée, Pedro perd son travail dans l’école à la suite des difficultés financières que l’école rencontre. Il se met à enchaîner les petits boulots et devient par la suite strip-teaseur la nuit pour aider son père à acheter un bateau de pêche avec d’autres collègues pêcheurs. Ce boulot devait être temporaire, mais il s’éternise lorsqu’il perd la cagnotte contenant l’argent qu’il avait gagné et qui était destiné à son père. Il commence même à se montrer nu et se prostitue pour quelques femmes. Ce travail est fatigant, à tel point que Pedro s’endort en cours d’activités spéciales et provoque un accident dans lequel JJ est blessée. Lors d’une séance de strip-tease, il tombe nez à nez avec JJ et Diana qui sont désormais au courant. Diana le sermonne. Par la suite, Antonio le suit un soir, apprend qu’il est strip-teaser et essaie de le sortir de ce milieu. Ce soir-là après le travail, il assiste à une scène où il voit un homme frapper sa fiancée, car il lui reproche d’avoir vu un strip-teaseur. Pedro intervient et il est pris à partie par le fiancé et ses amis. Un des voyous poignarde Pedro dans le ventre avec un tesson de bouteille. Le lendemain, Pedro arrive à l’école en sang et s’effondre lors d’une épreuve de danse. Il est conduit aux urgences, ayant perdu beaucoup de sang, et survit grâce à la transfusion sanguine de la part de Roberto. Pedro récupère son travail à l’école et doit affronter un autre problème : ses parents connaissent une crise conjugale et Antonia, la mère de Pedro, veut quitter son mari pour partir travailler à Carthagène. Pedro et Roberto vont s’allier pour essayer de trouver des fonds pour sauver l’école et après avoir mis au point un projet avec JJ, Juan et les autres élèves, Pedro et ses amis parviennent à récolter 12 000 euros pour sauver l’école. Pedro part pour les vacances de Noël à Nice pour des représentations de danses. Il propose à Lola de venir avec lui, mais finalement elle décline l’offre pour pouvoir passer les fêtes de fin d’année avec sa famille. Pedro part finalement en tournée avec Erika.
Saison 5 et 6 : Durant cette tournée, Pedro et Erika ont une aventure et Erika tombe enceinte de Pedro, ce qui rend Jero fou de rage. Quelque temps après, Pedro fait une prestation vocale très remarquée dans les couloirs de l’école en balayant. Le réalisateur qui était venu à la base faire passer une audition à Roberto est stupéfait et donne un rendez-vous à Pedro pour lui faire passer une audition au détriment de Roberto. Pour faire rater le rendez-vous de Pedro avec le réalisateur, Roberto met du laxatif dans son café, mais Pedro arrive quand même au rendez-vous grâce à Marta. Pour se venger, Roberto va faire publier dans un journal la mort de Pedro. La mère de Pedro en fait un infarctus, ce qui va provoquer la colère de Pedro. Après de longs moments d’attente, Lola et Pedro commencent enfin à sortir ensemble. Ils vivent une très belle histoire d’amour qui dure jusqu’à la fin de la saison 6. Roberto et Pedro sont engagés tous les deux pour un film. Ils doivent jouer un couple d’homosexuels, mais ils sont renvoyés car ils n’arrivent pas à s’embrasser. Pedro, lassé de ces échecs et dépité par la perte de son book et de la cassette représentant ses prestations, quitte brièvement l’école pour travailler en tant que plombier avec le père de Lola. Le fils d’un producteur trouve la cassette dans le parc et la rapporte à son père. Ce dernier est époustouflé par les talents de Pedro et fait toutes les académies de danse et d’acteur de Madrid pour le retrouver. Un jour, Pedro vient avec le père de Lola pour réparer une fuite d’eau chez le producteur qui a retrouvé la cassette. Le producteur reconnaît Pedro en passant à côté de la salle de bain où Pedro travaille. Après la rencontre entre Pedro et ce producteur, Pedro réussit à décrocher un rôle à Hollywood. Les 3 années d’efforts et de galères de Pedro sont enfin récompensées. Lola choisit de rester à Madrid pour une comédie musicale malgré son hésitation. À partir du moment où Pedro est à Hollywood, leur relation à distance s’avère difficile, et le fait que Lola ait trompé Pedro avec Nacho n’arrange pas les choses. Pedro a appris cela par Roberto durant l’enregistrement d’une émission à laquelle il était l’invité vedette. Néanmoins, Pedro et Lola restent ensemble. À la fin de la série, après avoir vécu plusieurs mois leur amour à distance, Lola et Pedro finissent par se séparer... Il faut dire que le généreux et modeste Pedro du début de la série a beaucoup changé. Il est devenu une star, certains de ses anciens camarades pensent qu’il a pris la grosse tête car il a choisi de ne pas dévoiler au public et à ses fans sa relation avec Lola pour ne pas mettre en péril son succès en tant qu’acteur, ce qui pousse Lola à mettre fin à leur relation. Après avoir appelé à de nombreuses reprises Lola qui ne veut pas répondre au téléphone pour s’expliquer sur son choix, Pedro lui écrit une lettre où il lui fait comprendre qu’il accepte la décision de Lola et qu’il espère qu’ils resteront bons amis... La série n’ayant jamais eu de vraie fin, nous ne pouvons savoir s’ils auraient pu se retrouver.

### Marta Ramos, interprétée parDafne Fernández

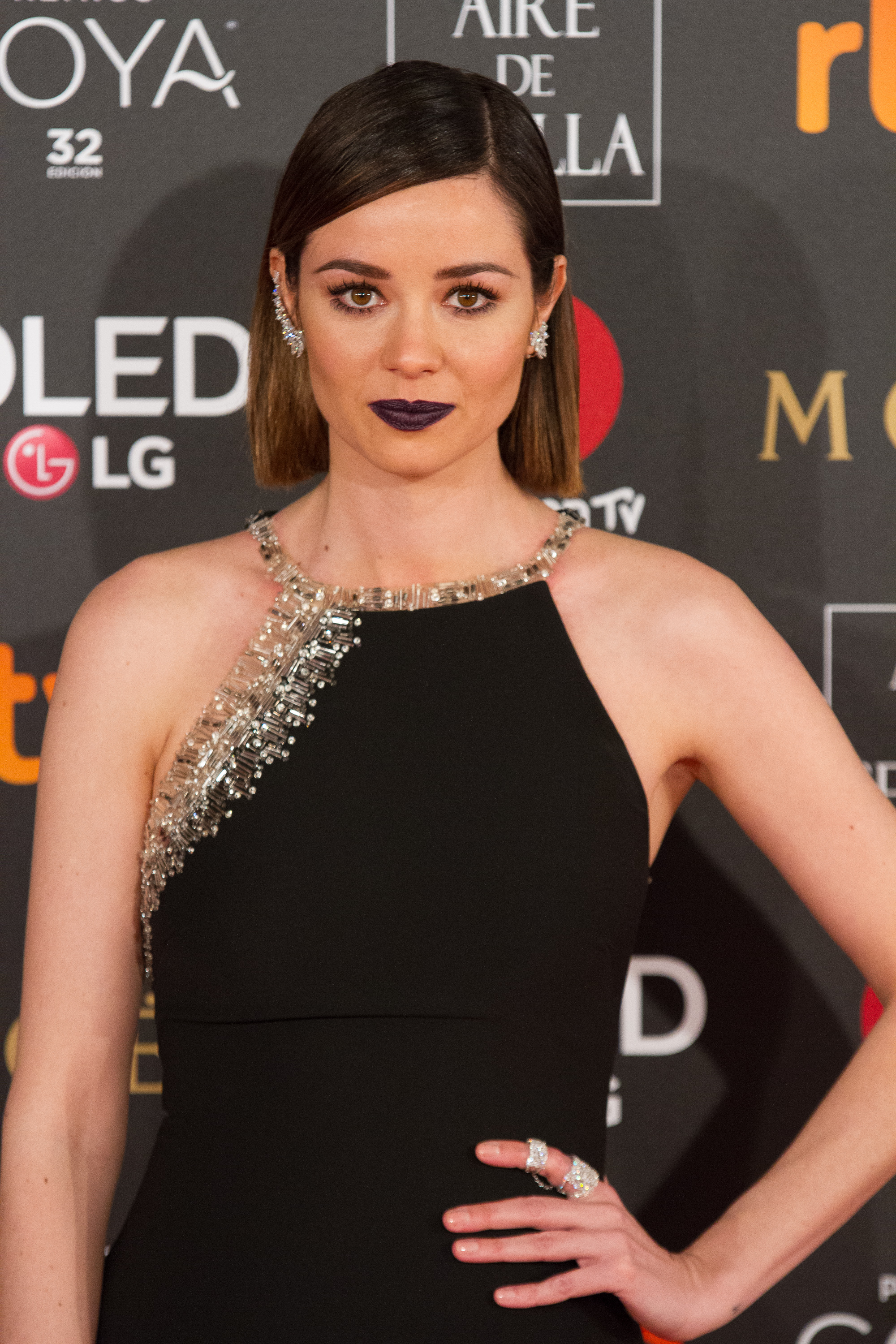
Dafne Fernández

Elle apparaît lors du premier épisode de la saison 2, lors des examens d'entrée. C'est la sœur cadette d'Adela Ramos et souhaite suivre les pas de sa sœur aînée. Adela ne la reconnaît pas quand Marta se présente à elle. Quand elle se rend compte que c'est sa petite sœur qu'elle n'a pas revue depuis plus de onze ans, elle est totalement bouleversée. C'est avec les larmes aux yeux qu'elle découvre le talent inné de sa cadette en danse.
Marta est logiquement admise en première année. Lors de la fête de la rentrée, elle sympathise avec Pedro et couche avec lui, mais leur relation ne dure pas longtemps. Marta est troublée par le comportement distant d'Adela, qui n'a plus aucun contact avec ses parents, mais cela ne l'empêche pas de vouloir s'intégrer le plus rapidement possible à la vie de l'école. En même temps que Roberto et Pedro, elle participe à un casting pour un défilé de lingerie. Adela l'apprenant, son instinct de grande sœur réapparaît brutalement et elle somme Marta de ne pas participer au défilé (qui lui rappelle son passé de strip-teaseuse). Elle s'en prend également à Roberto et Pedro, car elle pense qu'ils ont poussé Marta à passer le casting.
Saison 3 : Marta souhaite se remettre en couple avec Pedro, mais ce dernier a entamé une liaison secrète avec la sœur de cette dernière, Adela. Dévastée, Marta coupe les ponts avec sa sœur, et commence à sécher les cours. Carmen la menace de renvoie si elle ne réintègre pas le cours d'Adela. Elle finit par accepter à contrecœur, mais se réconcilie peu après avec sa sœur. Par la suite, on découvre que Marta souffre de boulimie et d'anorexie ; elle sera même hospitalisée et prise en charge par Adela. Peu après, Marta rivalise avec Lola pour avoir le premier rôle féminin dans la comédie musicale qu'Adela a monté. Elle ira même jusqu'à pousser la jeune femme dans les escaliers, et la fera passer pour une menteuse lorsque Lola décidera de la dénoncer auprès de la direction. Enfin, ayant séché pas mal de cours, l'avenir de Marta au sein de l'école est menacé ; Adela se retrouve privée du droit de faire passer l'examen final qui pourrait valider son année. Malgré les réticences d'Alicia Jauregui, elle finit par valider son année.
Saison 4 : Marta aide Roberto à se travestir pour obtenir les faveurs d'Horacio, le nouveau professeur de théâtre. Cette expérience les rapproche et ils finissent par devenir de bons amis. Cependant, Marta tombe rapidement amoureuse de lui, mais ce dernier repousse ses avances en lui disant qu'il la voit seulement comme une petite sœur. Un peu plus tard, elle insistera et tentera de le séduire, mais sera dévastée en apprenant que sa colocataire et amie, Véronica, couche avec ce dernier. Persuadée que Roberto est également amoureux d'elle, Marta le poussera à avouer ce qu'il ressent. Il avoue qu'il est attiré par elle, mais qu'il ne se passera jamais rien entre eux. Afin de mettre le plus de distance possible entre eux, Roberto va refuser qu'elle soit la danseuse principale de son clip. Marta va très mal le prendre, et décide de couper les ponts avec lui.
 Marta découvre également que sa sœur Adela reste à New York et ne reviendra donc pas à Madrid. Marta restera profondément peinée de son départ si brutal pendant plusieurs jours.
Saison 5 : Marta est toujours en froid avec Roberto, mais est obligée de travailler avec lui et Véronica pour une pièce de théâtre qui sera jugée et notée par Horacio. Elle décide de sécher les répétitions, afin de passer un casting pour une marque de maillots de bains. Elle ne comprend que trop tard que le casting est un piège, et que les "producteurs" veulent qu'elle fasse du porno. Roberto le découvre et la sauve. Ils se réconcilient par la suite.
 Marta n'apprécie pas du tout la nouvelle professeure de danse moderne, Eva, et feins une grave blessure à la cheville pour la pénaliser. Lorsque les professeurs découvrent son mensonge, ils conseillent à Eva de se montrer impitoyable avec Marta.
Marta se rapproche à nouveau de Roberto et ira même jusqu'à payer son dernier semestre lorsque le père de ce dernier refuse de le faire. Roberto finira par être jaloux de Ufo, un ami proche de Marta, au grand plaisir de cette dernière. Lorsque les 3e année découvrent qu'ils doivent faire une 4e année, ils se mettent tous en grève. Pour les aider, Marta enferme Mariano dans un local de l'école, avec l'aide de Roberto. Bien que Roberto refuse catégoriquement de faire cette 4e année, il accepte après avoir embrassé Marta. Ils se mettent alors en couple.
Saison 6 : Marta et Roberto sont en couple. Avec César, un nouvel élève et colocataire de Roberto, ils créent tous les trois le nouveau UPA Dance. Peu après, Roberto soupçonne Marta d'être enceinte, mais elle souffre en réalité d'une grave maladie cardiaque. Elle décide de cacher sa maladie à Roberto, ainsi qu'à ses proches. Cependant, lorsque son état empire, et après une tentative de suicide sous les yeux de Roberto, elle réalise que sa maladie pourrait être un lourd fardeau pour ce dernier. Elle décide alors de rompre avec lui en lui faisant croire qu'elle l'a trompé à plusieurs reprises. Déprimé par leur rupture, Roberto se montre impitoyable avec Marta, et fait tout pour la virer du groupe. Quelques semaines plus tard, Roberto découvre qu'elle est gravement malade, et lui dit qu'il sera toujours là pour elle. Avant son départ pour Barcelone pour se faire opérer, Roberto lui écrit une chanson Te Extraño, et lui promet que cela sera le premier gros single de leur groupe. À son retour à l'école, après sa convalescence, Marta apprend avec horreur que César et Roberto l'ont remplacé temporairement avec Tania, la nièce de Paula. Malheureusement pour elle, la maison de disques du groupe désire la garder, car elle est meilleure chanteuse que Marta. À la fin de la saison, le groupe vend des disques et fait des concerts.

## Les professeurs

### Carmen Arranz, interprétée parLola Herrera
Saison 1 : Carmen est la fondatrice et la directrice de l'École des Arts de la Scène Carmen Arranz, qui est l'une des écoles des arts de la scène les plus réputées d'Espagne. Elle connaissait dès le début de la série Silvia, Alicia la tante de Silvia et Adela Ramos avant qu'elles n'intègrent l'école.
Saison 3 : Avec l'arrivée d'Alicia comme codirectrice, tout est chamboulé. Cristina est licenciée, Juan a 2 postes à pourvoir, et l'école assiste à l'arrivée d'une matière pour le moins surprenante, appelée "activités spéciales". Carmen cède un bout de pièce pour placer le bureau d'Alicia dans sa pièce à elle.
Saison 4 : Carmen revoit le fils de son amoureux, Horacio. Il s’avère que celui-ci est un imposteur, mais Carmen s'étant attachée à lui, elle lui pardonne et le considère comme un fils. Elle est très attachante et se soucie des élèves et de l'école qui est toute sa vie.
Dans Un, dos, tres : nouvelle génération, Carmen apparaît dans l'épisode 1 pour convaincre Silvia et Lola de se réconcilier avec Roberto et de sauver l'école qui leur a tant appris.

### Gaspar Ruiz, interprété parJaime Blanch
Il est le directeur des études. Il est de la vieille école.

### Diana de Miguel, interprétée parBeatriz Rico

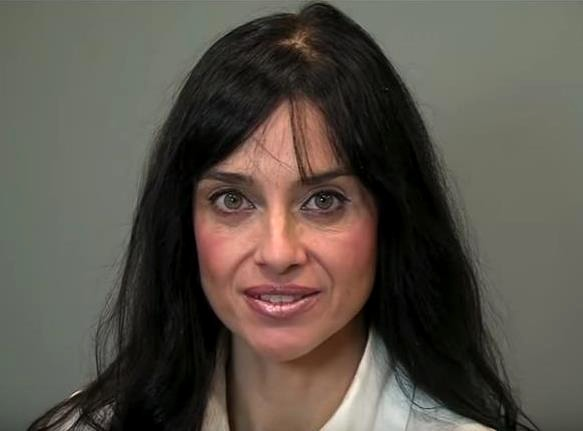
Beatriz Rico

Saison 1 : Diana est professeur de danse moderne dans l'École des Arts de la Scène Carmen Arranz. Elle se distingue au début de la saison en rompant avec perte et fracas avec son compagnon et collègue, Juan Taberner. Plus tard, elle se présente au casting de Grease, qui a lieu au sein de l'école. Après avoir manœuvré pour obtenir le rôle au détriment de Silvia, elle laisse tomber les cours pour partir en tournée et ce, la veille des examens trimestriels. Indignée, Carmen la renvoie et passe les cours de danse moderne à Adela Ramos. Grease se révèle être un échec cuisant et Diana, abattue, part s'installer à Londres. Elle déchante vite. Juan et Adela obligent Carmen à reprendre Diana. Elle rencontre des soucis avec Juan, qui doute. Diana n'est pas sortie d'affaire car Antonio, en plein conflit avec la direction de l'école, lui dit sans état d'âme que Juan a une liaison avec une autre. Elle soupçonne Adela qu'elle insulte, puis en apprenant que Juan donne des leçons particulières de chant à Ingrid, elle s'en prend à la jeune femme. Finalement, elle se rabiboche avec Juan (qui hésite toujours entre elle et Ingrid) et annonce à tous qu'ils s'installent de nouveau ensemble, au plus grand désarroi d'Ingrid. Mais l'élève finit par coiffer Diana au poteau à son plus grand malheur : Diana, verte de jalousie, recale la jeune femme lors des examens de fin d'année. Ingrid dépose une réclamation et les professeurs et Carmen vont découvrir, consternés, que Diana a manqué de professionnalisme en recalant une élève pour des motifs personnels.
Saison 2 : Diana et Juan se réconcilient mais Diana doit regagner la confiance de Carmen. De plus, elle supporte mal le fait qu'Adela soit favorisée et de nouveau, Diana se confie à son amie de collège pour les sentiments qu'elle éprouve envers Juan. Ces sentiments ne sont évidemment pas partagés puisque Juan n'a d'yeux que pour Ingrid. Seulement un soir, Diana est bouleversée et finit par coucher avec lui. Le lendemain, ils se retrouvent tous chez Juan, Gaspar et Cristobal. Adela, Diana, Carmen et les 3 derniers se réveillent tous dans cette maison.
Saison 3 : Diana a une grande nouvelle, elle veut fonder une famille. Elle demande donc à Juan s'il veut bien faire un enfant avec elle. Mais elle ne lui demande que ça, pas de charges contre lui ni rien d'autre. Il finit par accepter, elle tombe enceinte et c'est le drame quand finalement Ingrid est au courant.

### Adela Ramos, interprétée parNatalia Millán
Saison 1 : Au début de la série, Adela postule pour faire partie des professeurs de l'école. On voit tout de suite qu'elle a des problèmes avec l'alcool et un lourd passé. D'abord danseuse classique, une blessure au genou l'oblige à devenir stripteaseuse, puis elle se prostitue et se réfugie dans l'alcool. Carmen la connaît bien, la traite comme si c'était sa fille. Elle noue une relation avec Cristobal, mais qui n'ira guère loin car elle n'est pas sûre d'elle et a peur. Elle enseigne la danse classique et est une très bonne professeure, aimée et appréciée par ses élèves. Une vidéo d'elle en tant que strip-teaseuse circule. Alicia voit cette vidéo et finit par vouloir renvoyer Adela, soutenue par le conseil. Mais tous les élèves ripostent et elle est finalement réintégrée.
Saison 2 : Adela finit par se mettre avec Cristobal.
Saison 3 : Adela a une liaison au début de la saison avec Pedro qui se termine en cauchemar quand Adela rompt avec Cristobal en lui disant qu'elle a eu une relation. Alors, à la cantine, Pedro lui démontre qu'il est attaché à elle en l'embrassant devant tout le monde. Cristobal a donc la rage contre Pedro, et ils finissent tous les deux par se battre.
Saison 4 : Adela rencontre, par hasard, sa sœur se battant avec des sans-abris. Inquiète, elle s’interroge sur la méthode d'enseignement d'Horacio et décide donc de déposer une plainte auprès de la direction. Ayant pris connaissance de la lettre d'Adela, Alicia la convoque. Amoureuse d'Horacio, Alicia lui propose un poste d'enseignante à New York qu'elle-même refuse. Alicia lui indique que son départ est prévu pour le lendemain et que Carmen a été mise au courant, ce qui n'est en réalité pas le cas. Plus tard, Marta reçoit une lettre de sa sœur lui indiquant son départ définitif, ce qui la dévaste totalement.
Dans Un, dos, tres : nouvelle génération, Adela revient dans le huitième épisode pour aider ses anciens élèves (Silvia, Lola et Roberto) à sauver l'école et à organiser le spectacle avec leurs élèves. Ils seront tous les quatre émerveillés par le résultat.

### Juan Taberner, interprété parAlfonso Lara
Saison 1 : Juan Taverner est professeur de musique dans l'école des Arts de la Scène Carmen Arranz. Au début de la saison 1, il est brutalement mis à la porte par Diana De Miguel, sa compagne. Au départ de celle-ci, après avoir obtenu le rôle de Sandy dans la comédie musicale Grease, il est effondré. Quand Diana réintègre l'école, le couple se réconcilie mais Juan tombe amoureux d'Ingrid Muñoz, une élève de première année, à qui il donne des leçons particulières en chant. Juan hésite longtemps entre les deux jeunes femmes, il accepte même de s'installer de nouveau avec Diana mais il finit par choisir Ingrid. À la fin de la saison 1, le tout nouveau couple part ensemble en vacances.
Saison 2 : Malgré l'amour que Juan a pour Ingrid, leur relation suscite des critiques. Pour la bonne image de l'école, Carmen oblige Juan à quitter la résidence de l'école. Au départ Juan doit habiter avec Cristobal, mais le plafond de celui-ci s'effondre et les deux doivent vivre avec Gaspar, ce qui va, dans un premier temps, poser quelques petits problèmes. Juan, voulant prouver que sa relation avec Ingrid est sérieuse, la demande en mariage. Elle accepte, au grand désespoir de Diana. Cependant, le couple se rétracte, mais ils restent ensemble.
Saison 3 : Juan accepte d'être le père biologique de l'enfant que veut porter Diana. Il n'est plus avec Ingrid car dans la saison 2, il a couché avec Diana. Lui et Ingrid se remettent ensemble.

### Cristóbal Souto, interprété par Víctor Mosqueira
Saison 1 : Cristobal est professeur d'art dramatique à l'école de Carmen Arranz. Il a quelques idées pour faire cours, parfois un peu saugrenues, mais finit toujours par s'arranger. Il a eu une brève relation avec Ingrid.
Quitte l'école dans la saison 5